# Bec de l'Aigle (La Ciotat)
Pour les articles homonymes, voir Bec de l'Aigle.
Le Bec de l'Aigle est un sommet de France situé en Provence, au-dessus de La Ciotat, à l'extrémité méridionale des falaises Soubeyranes.

## Géographie
Il forme un cap, appelé cap de l'Aigle, délimitant l'extrémité occidentale de la baie de la Ciotat, culminant à 155 mètres d'altitude et qui se prolonge en mer par l'île Verte.
Il est constitué d'une roche rosée, appelée poudingue.
Situé en bordure de ville, le parc du Mugel et le chantier naval de La Ciotat se trouvent à ses pieds.

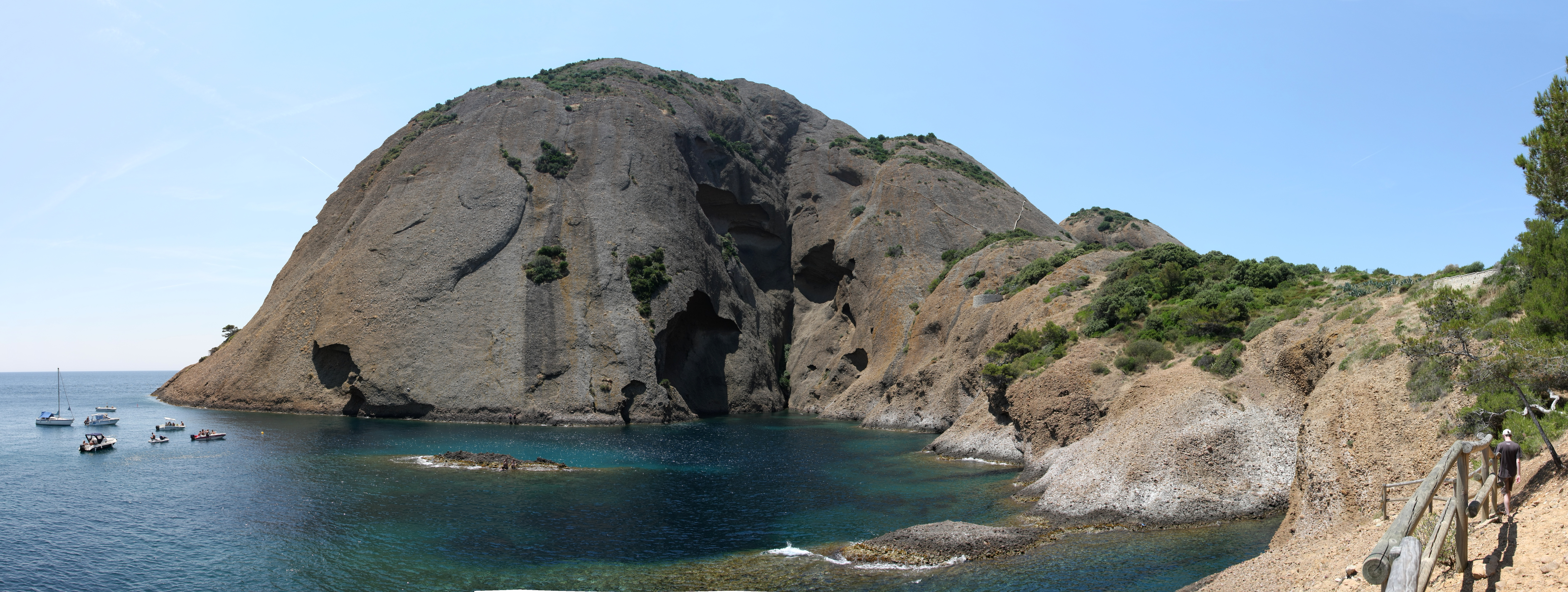
Vue du Bec de l'Aigle depuis le parc du Mugel au nord.

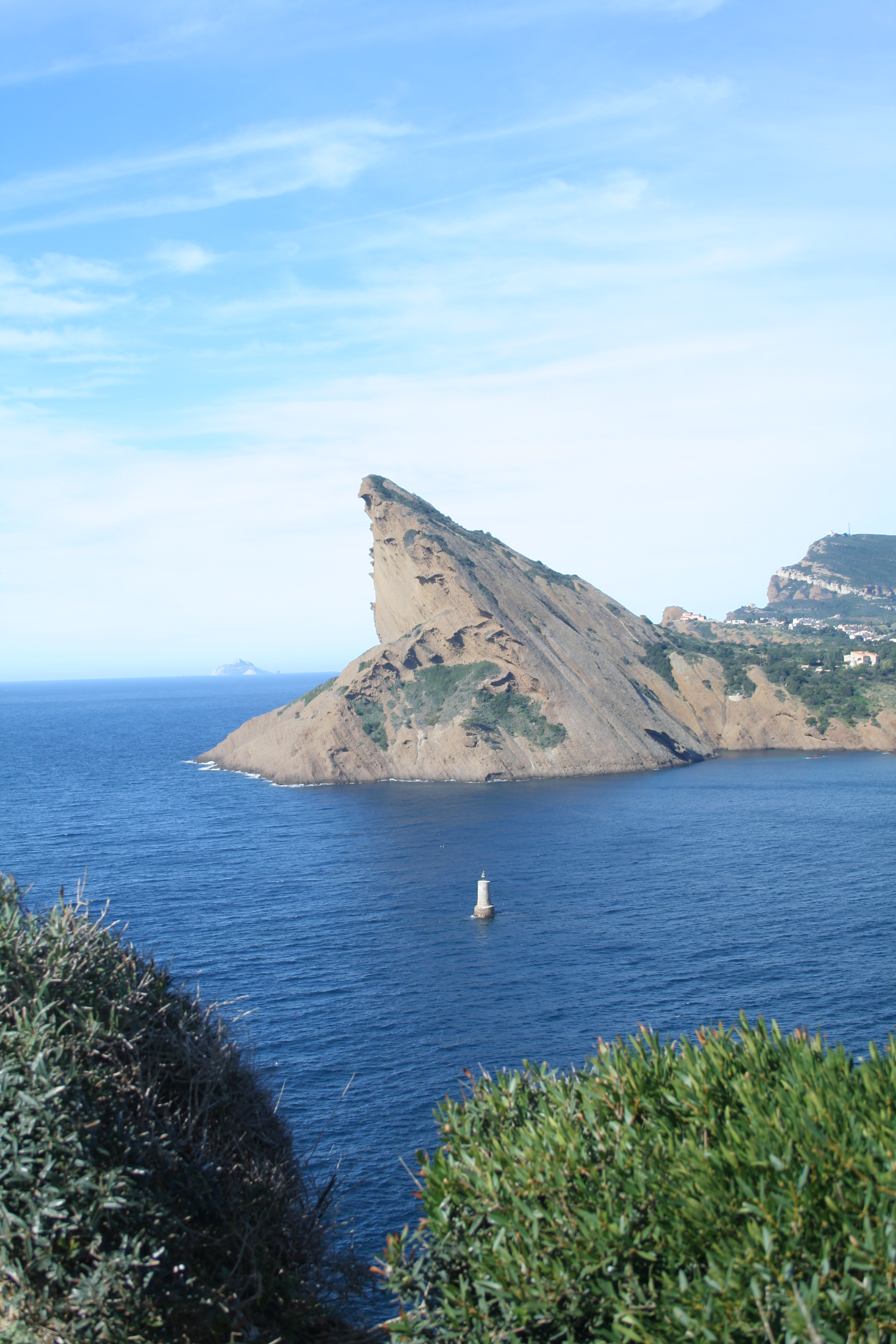
Vue du Bec de l'Aigle depuis l'île Verte au sud-est.

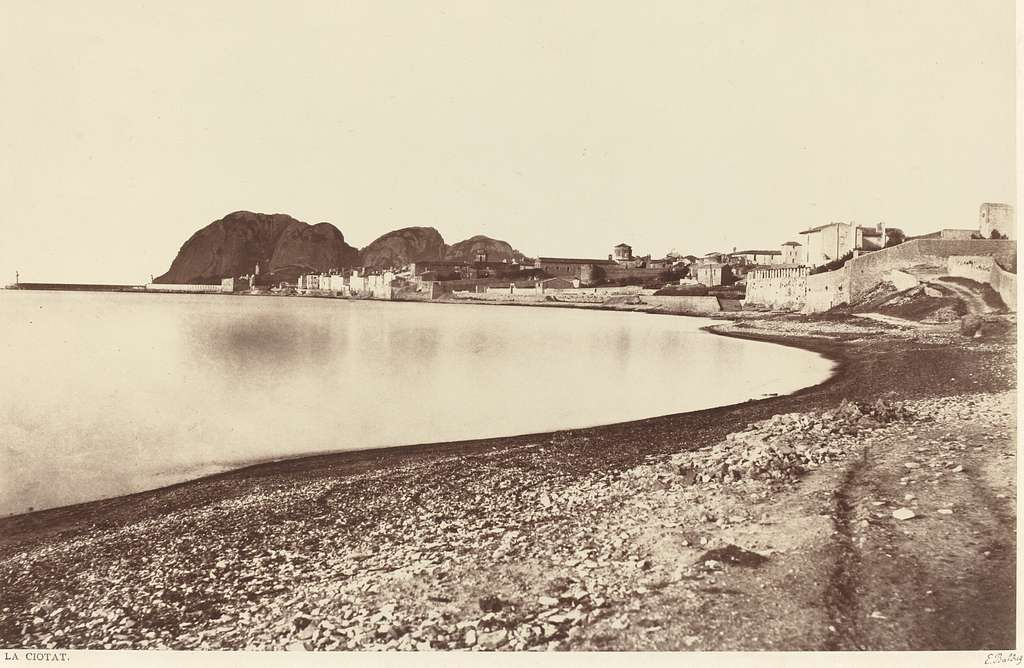
La plage de La Ciotat en 1860, avec le Bec de l'Aigle en arrière-plan. Épreuve sur papier salé par Édouard Denis Baldus, National Gallery of Art, Washington, États-Unis.